# (33007) 1997 EX10
(33007) 1997 EX10 est un objet de la ceinture principale d'astéroïdes extérieure découvert en 1997.

## Description
(33007) 1997 EX10 a été découvert le 7 mars 1997 à l'observatoire de Kitt Peak, situé dans l'Arizona (États-Unis), par le projet Spacewatch de l’université de l'Arizona.

### Caractéristiques orbitales
L'orbite de cet astéroïde est caractérisée par un demi-grand axe de 3,27 ua, un périhélie de 3,25 ua, une excentricité de 0,01 et une inclinaison de 4,18° par rapport à l'écliptique. Du fait de ces caractéristiques, à savoir un demi-grand axe entre 3,2 et 4,6 ua, il est classé, selon la JPL Small-Body Database, comme objet de la ceinture principale d'astéroïdes extérieure.

### Caractéristiques physiques
(33007) 1997 EX10 a une magnitude absolue (H) de 14,2 et un albédo estimé à 0,048.